# Passiflora parvipetala
Passiflora parvipetala är en passionsblomsväxtart som beskrevs av P. Jørg. Passiflora parvipetala ingår i släktet passionsblommor, och familjen passionsblomsväxter. Inga underarter finns listade i Catalogue of Life.